# Serbia na Letnich Igrzyskach Olimpijskich 2024
Serbia na Letnich Igrzyskach Olimpijskich 2024 – występ kadry sportowców reprezentujących Serbię na igrzyskach olimpijskich, które odbyły się w Paryżu we Francji, w dniach 26 lipca – 11 sierpnia 2024.
Reprezentacja Serbii liczyła stu czternastu zawodników – czterdzieści cztery kobiety i siedemdziesięciu mężczyzn, którzy wystąpili w 15 dyscyplinach.
Był to szósty start Serbii na letnich igrzyskach olimpijskich (25 wliczając również występy Jugosławii oraz Serbii i Czarnogóry).

## Zdobyte medale
Serbowie zdobyli pięć medali – 3 złote, 1 srebrny i 1 brązowy, każdy w innej dyscyplinie.
Był to drugi wynik w dotychczasowej historii startów tego państwa na letnich igrzyskach olimpijskich i najsłabszy występ od igrzysk w Rio de Janeiro w 2016. Wliczając występy Jugosławii oraz Serbii i Czarnogóry był to piąty najlepszy start w historii.
| Data        | Medal  | Zawodnik | Dyscyplina   | Konkurencja                         |
| ----------- | ------ | --- | ------------ | ----------------------------------- |
| 30 lipca    | Złoto  | Zorana Arunović, Damir Mikec | Strzelectwo  | pistolet pneumatyczny, 10 m (mikst) |
| 4 sierpnia  | Złoto  | Novak Djokovic | Tenis ziemny | singel (m)                          |
| 9 sierpnia  | Srebro | Aleksandra Perišić | Taekwondo    | -67 kg (k)                          |
| 10 sierpnia | Brąz   | Uroš Plavšić, Filip Petrušev, Nikola Jović, Bogdan Bogdanović, Vanja Marinković, Ognjen Dobrić, Nikola Jokić, Vasilije Micić, Marko Gudurić, Dejan Davidovac, Aleksa Avramović, Nikola Milutinov               | Koszykówka   | turniej mężczyzn                    |
| 11 sierpnia | Złoto  | Radoslav Filipović, Dušan Mandić, Strahinja Rašović, Sava Ranđelović, Miloš Ćuk, Nikola Dedović, Radomir Drašović, Nikola Jakšić, Nemanja Ubović, Nemanja Vico, Petar Jakšić, Viktor Rašović, Vladimir Mišović | Piłka wodna  | turniej mężczyzn                    |

## Reprezentanci

### Boks
| Zawodnik         | Konkurencja | 1/16             | 1/8              | Ćwierćfinał      | Półfinał         | Finał            | Finał   | Źródło |
| Zawodnik         | Konkurencja | Przeciwnik Wynik | Przeciwnik Wynik | Przeciwnik Wynik | Przeciwnik Wynik | Przeciwnik Wynik | Miejsce | Źródło |
| ---------------- | ----------- | ---------------- | ---------------- | ---------------- | ---------------- | ---------------- | ------- | ------ |
| Vahid Abasov     | -71 kg (m)  | BYE              | Richardson P 2–3 | NQ               | NQ               | NQ               | NQ      | [ 1 ]  |
| Sara Ćirković    | -54 kg (k)  | Jitpong P 1–4    | NQ               | NQ               | NQ               | NQ               | NQ      | [ 2 ]  |
| Natalia Shadrina | -60 kg (k)  | BYE              | Khelif W 5–0     | Yang P 2–3       | NQ               | NQ               | NQ      | [ 3 ]  |

### Judo
| Zawodnik                                                                                     | Konkurencja      | 1/16             | 1/8              | Ćwierćfinał      | Półfinał         | Repasaże         | Finał / 3. miejsce  | Finał / 3. miejsce | Źródła |
| Zawodnik                                                                                     | Konkurencja      | Przeciwnik Wynik | Przeciwnik Wynik | Przeciwnik Wynik | Przeciwnik Wynik | Przeciwnik Wynik | Przeciwnik Wynik    | Pozycja            | Źródła |
| -------------------------------------------------------------------------------------------- | ---------------- | ---------------- | ---------------- | ---------------- | ---------------- | ---------------- | ------------------- | ------------------ | ------ |
| Strahinja Bunčić                                                                             | -66 kg (m)       | Najafov W 01–00  | Piras W 01–00    | Vieru P 00–10    | NQ               | Emomali W WO     | Kyrgyzbajew P 00–01 | 5.                 | [ 4 ]  |
| Aleksandar Kukolj                                                                            | -100 kg (m)      | Vég P 00–01      | NQ               | NQ               | NQ               | NQ               | NQ                  | NQ                 | [ 5 ]  |
| Nemanja Majdov                                                                               | -90 kg (m)       | BYE              | Tselidis P 00–10 | NQ               | NQ               | NQ               | NQ                  | NQ                 | [ 6 ]  |
| Milica Nikolić                                                                               | -48 kg (k)       | Štangar W 01–00  | Martínez P 00–10 | NQ               | NQ               | NQ               | NQ                  | NQ                 | [ 7 ]  |
| Marica Perišić                                                                               | -57 kg (k)       | Pradhan W 10–00  | Lien W 01–00     | Deguchi P 00–01  | NQ               | Funakubo P 00–10 | NQ                  | 7.                 | [ 8 ]  |
| Milica Žabić                                                                                 | +78 kg (k)       | Tavano W 10–00   | Ortiz W 10–00    | Hershko P 00–10  | NQ               | Sone W WO        | Dicko P 00–10       | 5.                 | [ 9 ]  |
| Strahinja Bunčić Aleksandar Kukolj Nemanja Majdov Milica Nikolić Marica Perišić Milica Žabić | zawody drużynowe | —                | Holandia · W 4–2 | Japonia · P 1–4  | NQ               | Brazylia · P 1–4 | NQ                  | 7.                 | [ 10 ] |

### Kajakarstwo
Kajakarstwo klasyczne
| Zawodnik                                                                | Konkurencja   | Eliminacje | Eliminacje | Ćwierćfinały | Ćwierćfinały | Półfinały | Półfinały | Finał A/B | Finał A/B | Pozycja | Źródło                      |
| Zawodnik                                                                | Konkurencja   | Czas       | Pozycja    | Czas         | Pozycja      | Czas      | Pozycja   | Czas      | Pozycja   | Pozycja | Źródło                      |
| ----------------------------------------------------------------------- | ------------- | ---------- | ---------- | ------------ | ------------ | --------- | --------- | --------- | --------- | ------- | --------------------------- |
| Anastazija Bajuk Marija Dostanić Milica Novaković Dunja Stanojev        | K-4 500 m (k) | 1:36.40    | 5. Q       | —            | —            | 1:35.25   | 3.        | NQ        | NQ        | 9.      | [ 11 ] [ 12 ] [ 13 ] [ 14 ] |
| Marko Dragosavljević Marko Novaković                                    | K-2 500 m (m) | 1:30.71    | 4. Q       | 1:28.57      | 2. Q         | 1:30.20   | 7. FB     | 1:31.50   | 3.        | 11.     | [ 15 ] [ 16 ]               |
| Anđelo Džombeta Vladimir Torubarov                                      | K-2 500 m (m) | 1:34.22    | 5. Q       | 1:29.46      | 4. Q         | 1:34.65   | 8. FB     | 1:35.00   | 8.        | 16.     | [ 17 ] [ 18 ]               |
| Marko Dragosavljević Anđelo Džombeta Marko Novaković Vladimir Torubarov | K-4 500 m (m) | 1:20.99    | 1. SF      | BYE          | BYE          | 1:19.91   | 2. FA     | 1:21.52   | 6.        | 6.      | [ 15 ] [ 16 ] [ 17 ] [ 18 ] |
| Milica Novaković                                                        | K-1 500 m (k) | 1:50.37    | 2. SF      | BYE          | BYE          | 1:50.41   | 3. FB     | 1:51.55   | 1.        | 9.      | [ 13 ]                      |

### Kolarstwo
Kolarstwo szosowe
| Zawodnik    | Konkurencja                    | Czas    | Pozycja | Źródło |
| ----------- | ------------------------------ | ------- | ------- | ------ |
| Jelena Erić | wyścig ze startu wspólnego (k) | 4:10.47 | 66.     | [ 19 ] |
| Ognjen Ilić | wyścig ze startu wspólnego (m) | 6:39.27 | 64.     | [ 20 ] |

### Koszykówka

#### Turniej 3×3
- Reprezentacja mężczyzn
- Marko Branković
- Strahinja Stojačić
- Dejan Majstorović
- Mihailo Vasić

| Konkurencja | Faza grupowa              | Faza grupowa     | Faza grupowa     | Faza grupowa     | Faza grupowa     | Faza grupowa     | Faza grupowa     | Faza grupowa | Ćwierćfinały     | Półfinały        | Finał            | Pozycja | Źródło |
| Konkurencja | Przeciwnik Wynik          | Przeciwnik Wynik | Przeciwnik Wynik | Przeciwnik Wynik | Przeciwnik Wynik | Przeciwnik Wynik | Przeciwnik Wynik | Pozycja      | Przeciwnik Wynik | Przeciwnik Wynik | Przeciwnik Wynik | Pozycja | Źródło |
| ----------- | ------------------------- | ---------------- | ---------------- | ---------------- | ---------------- | ---------------- | ---------------- | ------------ | ---------------- | ---------------- | ---------------- | ------- | ------ |
| Mężczyźni   | Stany Zjednoczone W 22–14 | Chiny P 15–21    | Holandia W 21-19 | Francja W 19–16  | Łotwa P 14-21    | Polska W 21–12   | Litwa P 18-20    | 4. q         | Francja P 19–22  | NQ               | NQ               | 5.      | [ 21 ] |

#### Turniej 5×5
| Reprezentacja kobiet - Ivana Raca - Saša Čađo - Nevena Jovanović - Yvonne Anderson - Dragana Stanković - Jovana Nogić - Maša Janković - Aleksandra Katanić - Angela Dugalić - Tina Krajišnik (kapitan) - Mina Đorđević - Nadija Smailbegović Trener: Marina Maljković | Reprezentacja mężczyzn - Uroš Plavšić - Filip Petrušev - Nikola Jović - Bogdan Bogdanović (kapitan) - Vanja Marinković - Ognjen Dobrić - Nikola Jokić - Vasilije Micić - Marko Gudurić - Dejan Davidovac - Aleksa Avramović - Nikola Milutinov Trener: Svetislav Pešić |

| Konkurencja | Faza grupowa               | Faza grupowa       | Faza grupowa             | Faza grupowa | Ćwierćfinały      | Półfinały                 | Finał            | Pozycja | Źródło |
| Konkurencja | Przeciwnik Wynik           | Przeciwnik Wynik   | Przeciwnik Wynik         | Pozycja      | Przeciwnik Wynik  | Przeciwnik Wynik          | Przeciwnik Wynik | Pozycja | Źródło |
| ----------- | -------------------------- | ------------------ | ------------------------ | ------------ | ----------------- | ------------------------- | ---------------- | ------- | ------ |
| kobiety     | Portoryko W 58–55          | Chiny W 81–59      | Hiszpania P 62–70        | 2. Q         | Australia P 67–85 | NQ                        | NQ               | 5.      | [ 22 ] |
| mężczyźni   | Stany Zjednoczone P 84–110 | Portoryko W 107–66 | Sudan Południowy W 96–85 | 2. Q         | Australia W 95–90 | Stany Zjednoczone P 91–95 | Niemcy W 93–83   | brąz    | [ 23 ] |

### Lekkoatletyka

#### Konkurencje biegowe
| Zawodnik    | Konkurencja        | Półfinał | Półfinał | Finał | Finał   | Źródło |
| Zawodnik    | Konkurencja        | Wynik    | Miejsce  | Wynik | Miejsce | Źródło |
| ----------- | ------------------ | -------- | -------- | ----- | ------- | ------ |
| Elzan Bibić | bieg na 5000 m (m) | 14:14.46 | 32.      | NQ    | NQ      | [ 24 ] |

#### Konkurencje techniczne
| Zawodnik          | Konkurencja        | Kwalifikacje | Kwalifikacje | Finał | Finał   | Źródło |
| Zawodnik          | Konkurencja        | Wynik        | Miejsce      | Wynik | Miejsce | Źródło |
| ----------------- | ------------------ | ------------ | ------------ | ----- | ------- | ------ |
| Milica Gardašević | skok w dal (k)     | 6.48         | 18.          | NQ    | NQ      | [ 25 ] |
| Armin Sinančević  | pchnięcie kulą (m) | 19.31        | 24.          | NQ    | NQ      | [ 26 ] |
| Ivana Španović    | skok w dal (k)     | 6.51         | 16.          | NQ    | NQ      | [ 27 ] |
| Angelina Topić    | skok wzwyż (k)     | 1.92         | 12. q        | DNS   | DNS     | [ 28 ] |
| Adriana Vilagoš   | rzut oszczepem (k) | 60.49        | 13.          | NQ    | NQ      | [ 29 ] |

### Piłka siatkowa
Siatkówka halowa
| - Reprezentacja kobiet - Bianka Buša - Katarina Lazović - Bojana Drča - Mina Popović - Aleksandra Uzelac - Maja Ognjenović (kapitan) - Maja Aleksić - Jovana Stevanović - Silvija Popović - Tijana Bošković - Bojana Milenković - Sara Lozo Trener: Giovanni Guidetti |  | - Reprezentacja mężczyzn - Uroš Kovačević (kapitan) - Milorad Kapur - Petar Krsmanović - Marko Ivović - Nikola Jovović - Miran Kujundžić - Pavle Perić - Aleksandar Atanasijević - Dražen Luburić - Marko Podraščanin - Vuk Todorović - Aleksandar Nedeljković Trener: Igor Kolaković |

| Konkurencja | Faza grupowa     | Faza grupowa            | Faza grupowa     | Faza grupowa | Ćwierćfinały     | Półfinały        | Finał            | Pozycja | Źródło |
| Konkurencja | Przeciwnik Wynik | Przeciwnik Wynik        | Przeciwnik Wynik | Pozycja      | Przeciwnik Wynik | Przeciwnik Wynik | Przeciwnik Wynik | Pozycja | Źródło |
| ----------- | ---------------- | ----------------------- | ---------------- | ------------ | ---------------- | ---------------- | ---------------- | ------- | ------ |
| kobiety     | Francja W 3-0    | Stany Zjednoczone P 2-3 | Chiny P 1-3      | 3. q         | Włochy P 0-3     | NQ               | NQ               | 5.      | [ 30 ] |
| mężczyźni   | Francja P 2-3    | Słowenia P 0-3          | Kanada W 3-2     | 3.           | NQ               | NQ               | NQ               | NQ      | [ 31 ] |

### Piłka wodna
Reprezentacja mężczyzn
- Radoslav Filipović
- Dušan Mandić
- Strahinja Rašović
- Sava Ranđelović
- Miloš Ćuk
- Nikola Dedović
- Radomir Drašović
- Nikola Jakšić (kapitan)
- Nemanja Ubović
- Nemanja Vico
- Petar Jakšić
- Viktor Rašović
- Vladimir Mišović

Trener:  Uroš Stevanović
| Konkurencja | Faza grupowa     | Faza grupowa     | Faza grupowa      | Faza grupowa     | Faza grupowa     | Faza grupowa | Ćwierćfinały     | Półfinały                | Finał / 3. miejsce | Pozycja | Źródło |
| Konkurencja | Przeciwnik Wynik | Przeciwnik Wynik | Przeciwnik Wynik  | Przeciwnik Wynik | Przeciwnik Wynik | Pozycja      | Przeciwnik Wynik | Przeciwnik Wynik         | Przeciwnik Wynik   | Pozycja | Źródło |
| ----------- | ---------------- | ---------------- | ----------------- | ---------------- | ---------------- | ------------ | ---------------- | ------------------------ | ------------------ | ------- | ------ |
| mężczyźni   | Japonia W 16–15  | Australia P 3–8  | Hiszpania P 11–15 | Francja W 15–8   | Węgry P 13–17    | 4. Q         | Grecja W 12–11   | Stany Zjednoczone W 10–6 | Chorwacja W 13–11  | złoto   | [ 32 ] |

### Pływanie
| Zawodnik                                                    | Konkurencja              | Eliminacje | Eliminacje | Półfinał | Półfinał | Finał | Finał | Źródło |
| Zawodnik                                                    | Konkurencja              | Czas       | Poz.       | Czas     | Poz.     | Czas  | Poz.  | Źródło |
| ----------------------------------------------------------- | ------------------------ | ---------- | ---------- | -------- | -------- | ----- | ----- | ------ |
| Nikola Aćin Andrej Barna Justin Cvetkov Velimir Stjepanović | 4×100 m st. dowolnym (m) | 3:14.68    | 11.        | —        | —        | NQ    | NQ    | [ 33 ] |
| Andrej Barna                                                | 50 m st. dowolnym (m)    | 22.19      | 30.        | NQ       | NQ       | NQ    | NQ    | [ 34 ] |
| Andrej Barna                                                | 100 m st. dowolnym (m)   | 48.34      | 10. Q      | 48.11    | 14.      | NQ    | NQ    | [ 34 ] |
| Anja Crevar                                                 | 200 m st. motylkowym (k) | 2:18.46    | 17.        | NQ       | NQ       | NQ    | NQ    | [ 35 ] |
| Anja Crevar                                                 | 400 m st. zmiennym (k)   | 4:49.16    | 16.        | —        | —        | NQ    | NQ    | [ 35 ] |
| Velimir Stjepanović                                         | 100 m st. dowolnym (m)   | 48.40      | 13. Q      | 48.78    | 16.      | NQ    | NQ    | [ 36 ] |
| Velimir Stjepanović                                         | 200 m st. dowolnym (m)   | 1:47.56    | 18.        | NQ       | NQ       | NQ    | NQ    | [ 36 ] |

### Strzelectwo
| Zawodnik                     | Konkurencja                                   | Kwalifikacje | Kwalifikacje | Finał                  | Finał   | Źródło        |
| Zawodnik                     | Konkurencja                                   | Wynik        | Pozycja      | Wynik                  | Pozycja | Źródło        |
| ---------------------------- | --------------------------------------------- | ------------ | ------------ | ---------------------- | ------- | ------------- |
| Zorana Arunović              | pistolet pneumatyczny, 10 m (k)               | 575          | 10.          | NQ                     | NQ      | [ 37 ]        |
| Zorana Arunović, Damir Mikec | pistolet pneumatyczny, 10 m (mikst)           | 581          | 2. Q         | Tarhan / Dikeç W 16–14 | złoto   | [ 37 ] [ 38 ] |
| Lazar Kovačević              | karabin małokalibrowy, trzy postawy, 50 m (m) | 592          | 5. Q         | 407.4                  | 8.      | [ 39 ]        |
| Lazar Kovačević              | karabin pneumatyczny, 10 m (m)                | 625.5        | 37.          | NQ                     | NQ      | [ 39 ]        |
| Damir Mikec                  | pistolet pneumatyczny, 10 m (m)               | 584          | 1. Q         | 136.9                  | 7.      | [ 38 ]        |

### Taekwondo
| Zawodnik           | Konkurencja | 1/16 finału      | 1/8 finału        | Ćwierćfinał      | Półfinał         | Repesaż          | Finał / 3.miejsce | Finał / 3.miejsce | Źródło |
| Zawodnik           | Konkurencja | Przeciwnik Wynik | Przeciwnik Wynik  | Przeciwnik Wynik | Przeciwnik Wynik | Przeciwnik Wynik | Przeciwnik Wynik  | Pozycja           | Źródło |
| ------------------ | ----------- | ---------------- | ----------------- | ---------------- | ---------------- | ---------------- | ----------------- | ----------------- | ------ |
| Lev Korneev        | -58 kg (m)  | Diop W 2–0       | Jendoubi P 0–2    | NQ               | NQ               | NQ               | NQ                | NQ                | [ 40 ] |
| Aleksandra Perišić | -67 kg (k)  | —                | Sobirjonova W 2–1 | Tongchan W 2–0   | Song W 2–0       | —                | Márton P 0–2      | srebro            | [ 41 ] |
| Stefan Takov       | -80 kg (m)  | BYE              | Sawadogo P 0–2    | NQ               | NQ               | NQ               | NQ                | NQ                | [ 42 ] |

### Tenis stołowy
| Zawodnik          | Konkurencja | Eliminacje       | Runda 1          | Runda 2          | Runda 3          | 1/8 finału       | Ćwierćfinały     | Półfinały        | Finał            | Finał   | Źródło |
| Zawodnik          | Konkurencja | Przeciwnik Wynik | Przeciwnik Wynik | Przeciwnik Wynik | Przeciwnik Wynik | Przeciwnik Wynik | Przeciwnik Wynik | Przeciwnik Wynik | Przeciwnik Wynik | Pozycja | Źródło |
| ----------------- | ----------- | ---------------- | ---------------- | ---------------- | ---------------- | ---------------- | ---------------- | ---------------- | ---------------- | ------- | ------ |
| Izabela Lupulesku | singel (k)  | —                | Díaz P 0–4       | NQ               | NQ               | NQ               | NQ               | NQ               | NQ               | NQ      | [ 43 ] |

### Tenis ziemny
| Zawodnik       | Konkurencja | Pierwsza runda                | Druga runda      | Trzecia runda      | Ćwierćfinały              | Półfinały          | Finał                        | Finał   | Źródło |
| Zawodnik       | Konkurencja | Przeciwnik Wynik              | Przeciwnik Wynik | Przeciwnik Wynik   | Przeciwnik Wynik          | Przeciwnik Wynik   | Przeciwnik Wynik             | Pozycja | Źródło |
| -------------- | ----------- | ----------------------------- | ---------------- | ------------------ | ------------------------- | ------------------ | ---------------------------- | ------- | ------ |
| Novak Djokovic | singel (m)  | Ebden W 6–0, 6–1              | Nadal W 6–1, 6–4 | Koepfer W 7–5, 6–3 | Tsitsipas W 6–3, 7–6(7–3) | Musetti W 6–4, 6–2 | Alcaraz W 7–6(7–3), 7–6(7–2) | złoto   | [ 44 ] |
| Dušan Lajović  | singel (m)  | Marterer P 3–6, 7–6(8–6), 3–6 | NQ               | NQ                 | NQ                        | NQ                 | NQ                           | NQ      | [ 45 ] |

### Wioślarstwo
| Zawodnik                        | Konkurencja         | Eliminacje | Eliminacje | Repasaż | Repasaż | Ćwierćfinały | Ćwierćfinały | Półfinały | Półfinały | Finał   | Finał | Miejsce | Źródło        |
| Zawodnik                        | Konkurencja         | Czas       | M.         | Czas    | M.      | Czas         | M.           | Czas      | M.        | Czas    | M.    | Miejsce | Źródło        |
| ------------------------------- | ------------------- | ---------- | ---------- | ------- | ------- | ------------ | ------------ | --------- | --------- | ------- | ----- | ------- | ------------- |
| Jovana Arsić                    | jedynka (k)         | 7:48.29    | 3. QF      | —       | —       | 7:56.18      | 5. SC/D      | 7:44.60   | 1. FC     | 7:26.09 | 1.    | 13.     | [ 46 ]        |
| Martin Mačković Nikolaj Pimenov | dwójka podwójna (m) | 6:17.36    | 4. R       | 6:31.54 | 1. SA/B | —            | —            | 6:17.35   | 4. FB     | 6:13.85 | 1.    | 7.      | [ 47 ] [ 48 ] |

### Zapasy
| Zawodnik          | Konkurencja              | 1/16 finału      | 1/8 finału       | Ćwierćfinał      | Półfinał         | Repesaż          | Finał            | Finał   | Źródło |
| Zawodnik          | Konkurencja              | Przeciwnik Wynik | Przeciwnik Wynik | Przeciwnik Wynik | Przeciwnik Wynik | Przeciwnik Wynik | Przeciwnik Wynik | Pozycja | Źródło |
| ----------------- | ------------------------ | ---------------- | ---------------- | ---------------- | ---------------- | ---------------- | ---------------- | ------- | ------ |
| Chietag Cabołow   | -74 kg st. wolny (m)     | BYE              | Mahdavi W 10–0   | Takatani P 0–10  | NQ               | Garzón W WO      | Dake P 4–10      | 5.      | [ 49 ] |
| Micheil Kadżaia   | -97 kg st. klasyczny (m) | —                | Gabr P 1–6       | NQ               | NQ               | NQ               | NQ               | 14.     | [ 50 ] |
| Aleksandr Komarow | -87 kg st. klasyczny (m) | —                | Jacobson W 10–0  | Losonczi P 2–2   | NQ               | NQ               | NQ               | 8.      | [ 51 ] |
| Mate Nemeš        | -67 kg st. klasyczny (m) | —                | Nasibow P 2–3    | NQ               | NQ               | Ismaiłow P 0–8   | NQ               | 10.     | [ 52 ] |
| Gieorgij Tibiłow  | -60 kg st. klasyczny (m) | Başar P 7–8      | NQ               | NQ               | NQ               | NQ               | NQ               | 12.     | [ 53 ] |